# Глаум, Луиза
Луиза Глаум (англ. Louise Glaum, 4 сентября 1888, Балтимор — 25 ноября 1970, Лос-Анджелес) — американская киноактриса эпохи немого кино, прославившаяся в ролях роковых женщин, соперница Теды Бара.

## Биография
Отец эмигрировал из Германии в США в 1869 году, мать — из семьи немецких эмигрантов, родилась в Нью-Йорке. Семейство Глаумов переезжало по стране. Луиза начала актёрскую карьеру на сцене в 1907 году в амплуа инженю. В кино дебютировала в 1912 году. В амплуа вамп впервые выступила в короткометражке Томаса Инса «Смертельный тост» (1915). В 1916 году она сыграла роль миледи де Винтер в экранизации романа «Три мушкетёра». В дальнейшем играла в вестернах, военных драмах, любовных историях, часто её партнером выступал Уильям Харт. За роли роковых соблазнительниц получила прозвище «Женщина-паук» (ср. позднейший знаменитый роман Мануэля Пуига «Поцелуй женщины-паука», играющий на стереотипах немого кино, и «фильм» на его основе). После фильма Фреда Нибло «Больше, чем любовь» (1921) ушла из кино. В целом снялась в 119 лентах, многие из них были короткометражными.
Позднее занималась антрепренёрством, ставила водевили и мюзиклы. В 1935 году открыла в Лос-Анджелесе собственный театр. Деятельный организатор, возглавляла Утренний музыкальный клуб и Калифорнийскую федерацию музыкальных клубов. Умерла от пневмонии. Похоронена на кладбище «Ангел-Роуздейл» в Лос-Анджелесе.
В 1960 году её звезда была открыта на голливудской «Аллее славы».

## Избранная фильмография
| Год  |     | Русское название       | Оригинальное название    | Роль                         |
| ---- | --- | ---------------------- | ------------------------ | ---------------------------- |
| 1912 | кор | —                      | When the Heart Calls     | Мэри Гордон                  |
| 1913 | кор | Бумеранг               | The Boomerang            | Вирджиния Честер             |
| 1913 | кор | —                      | The Quakeress            | Присцилла                    |
| 1915 | кор | —                      | In the Land of the Otter | Энн                          |
| 1915 | ф   | Темнеющая тропа        | The Darkening Trail      | Фанни                        |
| 1916 | ф   | Три мушкетёра          | The Three Musketeers     | миледи Винтер                |
| 1916 | ф   | Адская петля           | Hell’s Hinges            | Долли                        |
| 1916 | ф   | Женщина-волк           | The Wolf Woman           | Лейла Араделла               |
| 1916 | ф   | Возвращение Дроу Игана | The Return of Draw Egan  | Поппи                        |
| 1917 | ф   | —                      | A Strange Transgressor   | Лола Монтроуз                |
| 1918 | ф   | —                      | An Alien Enemy           | Нейса фон Игель / фрау Майер |
| 1918 | ф   | —                      | The Goddess of Lost Lake | Мэри Торн                    |
| 1919 | ф   | Сахара                 | Sahara                   | Мигнон                       |
| 1919 | ф   | —                      | The Lone Wolf’s Daughter | принцесса Сония              |
| 1920 | ф   | Секс                   | Sex                      | Адриенн Рено                 |
| 1920 | ф   | Женщина-леопард        | The Leopard Woman        | Женщина-леопард              |
| 1920 | ф   | Любовь                 | Love                     | Натали Сторм                 |
| 1921 | ф   | Больше, чем любовь     | Greater Than Love        | Грейс Миллер                 |